# Dvoustranně souměrní

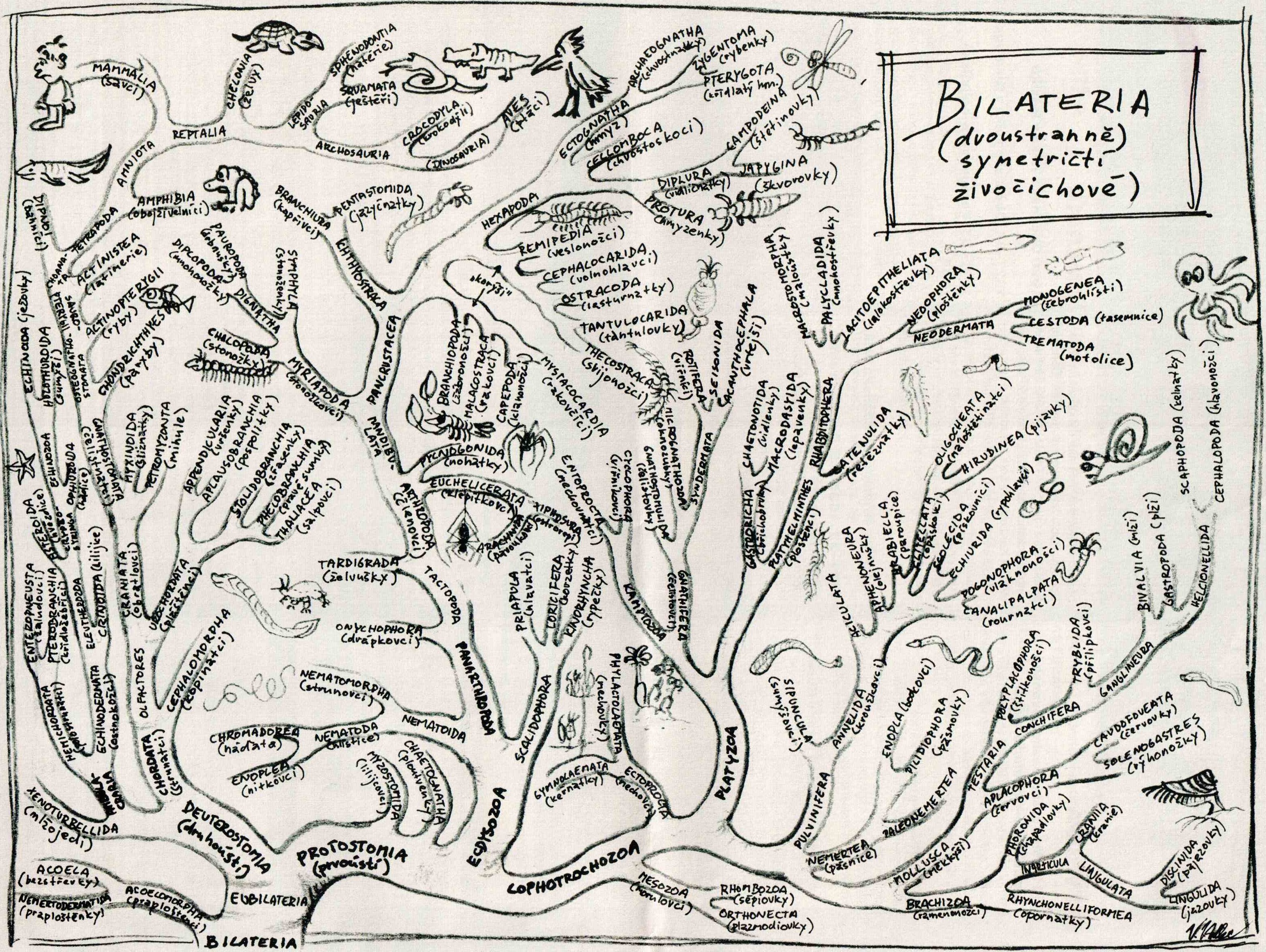
Fylogeneze bilaterií.

Dvoustranně souměrní (Bilateria), dříve také trojlistí (Triblastica) či zřídka trojlupenovití (Triploblastica), jsou velká monofyletická skupina, korunový taxon mnohobuněčných živočichů, která zahrnuje i obratlovce. Jde o skupinu stojící částečně mimo klasické taxonomické kategorie.
V současné době nejpoužívanější označení Bilateria je odvozené od dvojstranné tělní symetrie. Mezi jejich další základní apomorfní vlastnosti patří přítomnost třetího zárodečného „listu“ (vedle ektodermu a entodermu mají i mezoderm, ze kterého vzniká např. svalovina) a nervové soustavy s nervovými uzlinami (ganglii). Mají také schizocoel, což je nepravá tělní dutina vyplněná parenchymem. Tělní míza prostupuje skulinami parenchymu. Nejstarší zástupci mohou být až 555 miliónů let staří.

## Nomenklatura
V současné době nejpoužívanější označení dvoustranně souměrní (Bilateria) je odvozené od dvojstranné tělní symetrie, což je apomorfie skupiny. Dříve bylo častější označení trojlistí (Triblastica), které poukazovalo na další apomorfii – třetí zárodečný list mezoderm. Ostatní živočišné kmeny vyznačující se radiální symetrií a přítomností pouze dvou zárodečných listů byly dříve slučovány do parafyletické skupiny láčkovci (Radiata) či dvojlistí (Diblastica).

## Taxonomie
Tradiční klasifikace dvoustranně souměrných založená na typech tělních dutin (Coelomata, Pseudocoelomata, Schizocoelomata) nevycházela ze skutečných fylogenetických vztahů, proto se od jejího užívání postupně upustilo, ačkoli s ní stále pracuje řada středoškolských učebnic. Později se ustálilo rozdělení na prvoústé (Protostomia) a druhoústé (Deuterostomia), přižemž dosud nejasné je postavení kladu Xenacoelomorpha, který sdružuje mlžojedy a praploštěnce. 
V poslední době se navíc otevírá také možnost nepřirozenosti druhoústých – strunatci totiž mohou být sesterskou skupinou všech zbylých bilaterií, případně vytvářet klad spolu s prvoústými (v obou případech je pak třeba jejich podobnost s polostrunatci považovat za konvergentní či sdílené znaky předpokládat již u společného předka dvoustranně souměrných.
Na základě současného stavu poznání vypadá tedy přehled jednotlivých skupin bilaterií následovně:
- prvoústí (Protostomia)
  - Lophotrochozoa/Spiralia[pozn. 1]
  - Ecdysozoa
- strunatci (Chordata)
- Ambulacraria
  - ostnokožci (Echinodermata)
  - polostrunatci (Hemichordata)
- Xenacoelomorpha[pozn. 2]
  - mlžojedi (Xenoturbellida)
  - praploštěnci (Acoelomorpha)

či variantně:
- Xenacoela
  - Xenoturbella
  - Acoela

- Nemertodermatida

Pro přirozené vnitřní členění bilaterií tak nové (od r. 2016) fylogenetické analýzy nabízejí následující tři pravděpodobné hypotézy:

### Hypotéza Nephrozoa
Jedná se o nejpůvodnější („tradiční“) fylogenetickou hypotézu, ve které druhoústí zůstávají přirozenou skupinou. Nejbazálněji se odvětvují Xenacoelomorpha, k nim sesterský klad Nephrozoa pak zahrnuje klasicky uvažované prvoústé a druhoústé.
Název vychází ze sdílených charakteristik vylučovací soustavy.
Zbylé dvě hypotézy považují za přirozený klad Xenambulacraria, genomické indicie pro Nephrozoa považují za výsledek systematické chyby fylogenomických analýz.

### Hypotéza Centroneuralia
Jedná se o fylogenetickou hypotézu, ve které se nejbazálněji se odvětvuje klad Xenambulacraria jakožto přirozené seskupení kladů Xenacoelomorpha a Ambulacraria. K němu sesterský klad Centroneuralia pak zahrnuje strunatce a prvoústé.
Název vychází ze sdílených charakteristik centralizované nervové soustavy.

### Hypotéza Orthozoa
Ze tří pravděpodobných se jedná o nejméně citovanou fylogenetickou hypotézu, ve které se nejbazálněji odvětvují strunatci, vyznačující se  oproti ostatním bilateriím inverzí dorzoventrální osy těla. K němu sesterský klad Orthozoa pak zahrnuje prvoústé a Xenambulacraria.
Název vychází ze sdílené ortodoxní (tradiční) dorzoventrální orientace vnitřního uspořádání tělesných orgánů (ve srovnání s převrácenou orientací u strunatců).